# 326 Tamara
326 Tamara là một tiểu hành tinh cỡ lớn ở vành đai chính. Nó được xếp loại tiểu hành tinh kiểu C, và có thành phần cấu tạo dường như bằng vật liệu cacbonat.
Tiểu hành tinh này do Johann Palisa phát hiện ngày 19.3.1892 ở Viên, và được đặt theo tên nữ hoàng Tamar của Gruzia.